# آل حيدان (مكيراس)

تعديل مصدري - تعديل

ال حيدان هي إحدى قرى عزلة مكيراس بمديرية مكيراس التابعة لمحافظة البيضاء، بلغ تعداد سكانها 39 نسمة حسب تعداد اليمن لعام 2004.